# Ялонен, Яссе
Яссе Михаэль Ялонен (фин. Jasse Michael Jalonen; 18 июля 1973, Турку) — финский футболист, полузащитник. Выступал за сборную Финляндии.

## Биография
Воспитанник клуба «ТПС» (Турку). В 1992 году начал играть за свой клуб на взрослом уровне в высшем дивизионе Финляндии, где за четыре сезона провёл 74 матча и забил 6 голов. В 1994 году вместе с ТПС стал обладателем Кубка Финляндии. В начале 1996 года перешёл в «МюПа» (Аньяланкоски) и за полтора года сыграл 20 матчей в высшем дивизионе.
Летом 1997 года перешёл в эстонский клуб «Флора» (Таллин). В осенней части сезона 1997/98 провёл 5 матчей, клуб в итоге стал чемпионом Эстонии.
Вернувшись на родину, в 1998 году играл за клуб второго дивизиона «КТП» (Котка). В 1999 году выступал за аутсайдера высшего дивизиона «ВПС» (Вааса). В 2000 году вернулся в ТПС, с которым в том же сезоне вылетел из высшего дивизиона и в 2001 году стал победителем второго дивизиона.
С 2002 года играл за клуб четвёртого дивизиона «Або ИФК» (Турку), неоднократно забивал более 10 голов за сезон, а в 2003 году забил 26 голов. В 2008 году со своим клубом играл в третьем дивизионе, после чего завершил карьеру.
Всего в высшем дивизионе Финляндии сыграл 138 матчей и забил 7 голов.
Выступал за сборные Финляндии младших возрастов.
В национальной сборной Финляндии дебютировал 16 февраля 1995 года в товарищеском матче против Тринидада и Тобаго (2:2), заменив на 75-й минуте Петри Тиайнена. Следующие выступления состоялись спустя год — в феврале 1996 года игрок провёл 4 матча на международном турнире в Таиланде, два из них — неофициальные. Последний матч за сборную сыграл 16 марта 1996 года против Кувейта, всего на его счету 6 матчей.

## Достижения
- Обладатель Кубка Финляндии: 1994

## Личная жизнь
Отец, Йоуни Ялонен (1942—2009) — четырёхкратный чемпион Финляндии в составе ТПС. Сын Яспер (род. 2005) также стал футболистом.